# Hemvärnsveteran
En hemvärnsveteran är en militär i Hemvärnet som inte längre är krigsplacerad, dock fortfarande knuten till sitt förband. En veteran kan fortfarande tillfälligtvis användas som instruktör i förbandets verksamhet. Veteranen kan även användas inom administration eller förbandets civila stödförening. Kriterierna för att utses till hemvärnsveteran är att man har varit hemvärnssoldat i minst 10 år och fyllt 50 år.
Begreppet "Hemvärnsveteran" har varit etablerat ända sedan hemvärnet bildades 1940. Det ska ej förväxlas med begreppet "Försvarsmaktsveteran" som senare tillkommit i Försvarsmakten.